# Robert W. Rosenthal
Pour les articles homonymes, voir Rosenthal.
Robert W. Rosenthal (1945 – 2002) est un économiste américain, plus connu pour ses contributions à la théorie des jeux.

## Carrière
Il a obtenu un Baccalauréat universitaire ès lettres en économie politique de l'Université Johns-Hopkins(1966), une
Maîtrise universitaire ès sciences (1968) et un Doctorat (1971) en recherche opérationnelle de l'Université Stanford, supervisé par Robert B. Wilson.
Il a travaillé comme professeur adjoint au département de Génie Industriel et de sciences de gestion à l'Université Northwestern (1970-76), il a été membre de l'équipe technique aux laboratoires Bell(1976-83), puis professeur d'économie à l'Institut polytechnique et université d'État de Virginie(1983-84), l'Université d'État de New York à Stony Brook (1984-87) et l'Université de Boston, où il travaille jusqu'à sa mort d'une crise cardiaque (1987-2002). Il a travaillé pour le MIT (2000), l'Université Harvard (1993) et l'Université Catholique de Louvain(1973).
Il a occupé une chaire Fulbright d'économie à l'Université de Sienne (2001).

## Travaux
Il est l'auteur de nombreux articles de journaux, et il a défini le principe de révélation (en) et la correspondance aléatoire, appliqués dans les travaux d'Henry Landau. Aussi, il a été rédacteur en chef adjoint de plusieurs revues : Games and Economic Behavior (1988-2002), Journal of Economic Theory(1999-2002), Mathematics of Operations Research (en) (1981-88) et Operations Research (journal) (en) (1978-82).
En théorie des jeux, il a introduit le jeu du mille-pattes en 1981.
On lui attribue souvent la définition des jeux de potentiel dans un article de 1973 : A class of games possessing pure-strategy Nash equilibria.

## Publications
- Robert W Rosenthal, « A class of games possessing pure-strategy Nash equilibria », International Journal of Game Theory, Springer, vol. 2, no 1,‎ 1973, p. 65-67
- avec Henry Landau : A Game-Theoretic Analysis of Bargaining with Reputations, J. of Mathematical Psychology, 20:3 (1979), p. 233–255.
- avec Henry Landau : Repeated Bargaining with Opportunities for Learning, J. Math. Sociology, 8 (1981), p. 61–74.